# Andreas Schlütter
Andreas Schlütter (Suhl, 17 agosto 1972) è un ex fondista tedesco, vincitore di varie medaglie olimpiche e iridate.

## Biografia
In Coppa del Mondo esordì il 5 marzo 1994 a Lahti (54°), ottenne il primo podio il 19 dicembre 2001 ad Asiago (3°) e la prima vittoria l'11 gennaio 2004 a Otepää.
In carriera prese parte a tre edizioni dei Giochi olimpici invernali, Nagano 1998 (16° nella 10 km, 21° nella 30 km, 36° nella 50 km, 12° nell'inseguimento, 8° nella staffetta), Salt Lake City 2002 (15° nella 15 km, 4° nella 50 km, 17° nell'inseguimento, 3° nella staffetta) e Torino 2006 (7° nella 15 km, 4° nella sprint a squadre, 2° nella staffetta), e a sei dei Campionati mondiali, vincendo tre medaglie.

## Palmarès

### Olimpiadi
- 2 medaglie:
  - 1 argento (staffetta a Torino 2006)
  - 1 bronzo (staffetta a Salt Lake City 2002)

### Mondiali
- 3 medaglie:
  - 2 argenti (staffetta a Val di Fiemme 2003; staffetta a Oberstdorf 2005)
  - 1 bronzo (staffetta a Lahti 2001)

### Coppa del Mondo
- Miglior piazzamento in classifica generale: 17º nel 2002
- 10 podi (2 individuali, 8 a squadre[1]):
  - 3 vittorie (a squadre)
  - 1 secondo posto (a squadre)
  - 6 terzi posti (2 individuali, 4 a squadre)

#### Coppa del Mondo - vittorie
| Data             | Località    | Nazione  | Spec.                                                        |
| ---------------- | ----------- | -------- | ------------------------------------------------------------ |
| 11 gennaio 2004  | Otepää      | Estonia  | 4x10 km (con Jens Filbrich, Axel Teichmann e Tobias Angerer) |
| 22 febbraio 2004 | Umeå        | Svezia   | 4x10 km (con Franz Göring, Jens Filbrich e Axel Teichmann)   |
| 20 novembre 2005 | Beitostølen | Norvegia | 4x10 km (con Axel Teichmann, Jens Filbrich e Tobias Angerer) |